# Klondike

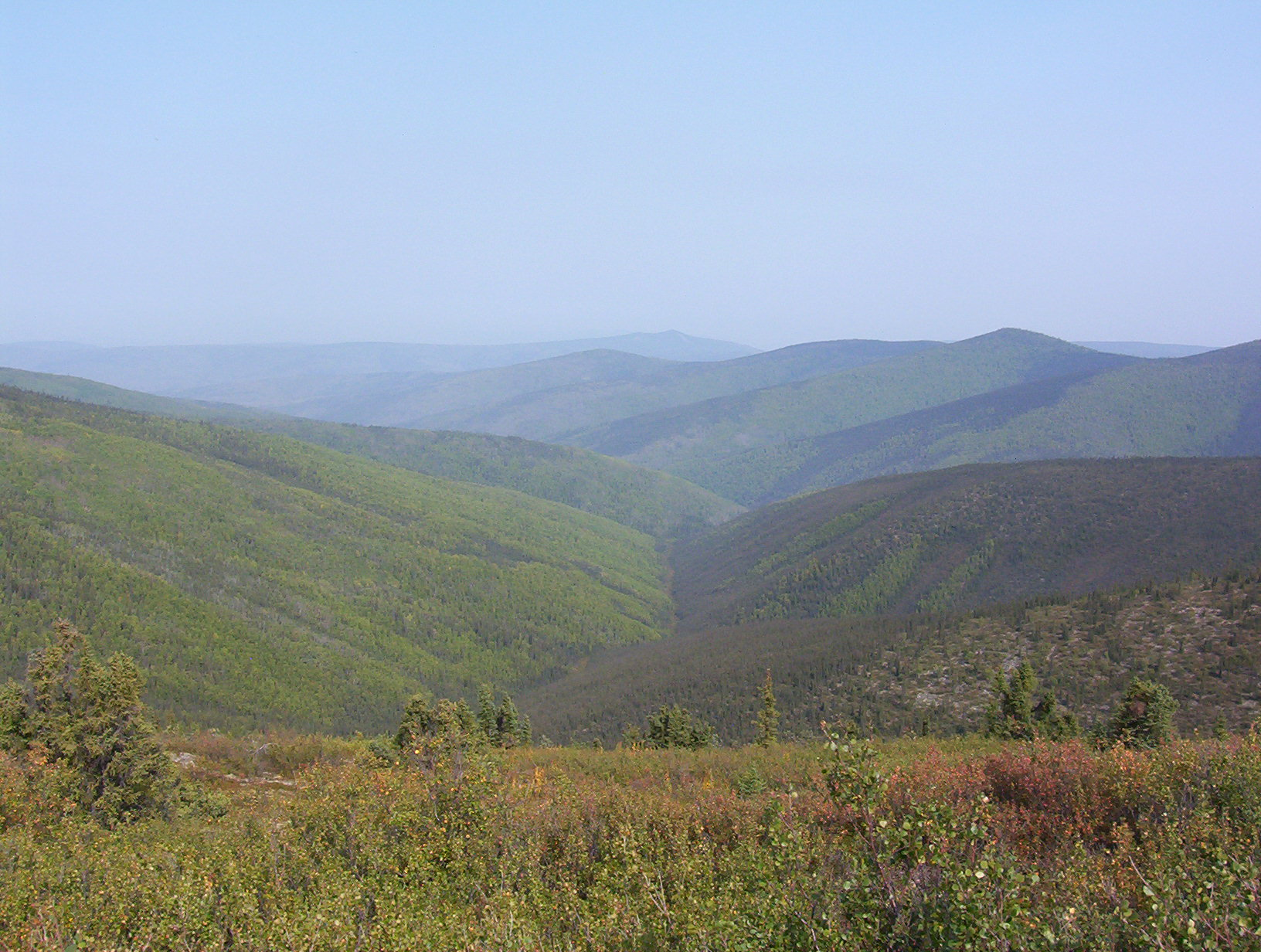
Hunker Creek Valley, Klondike.

El Klondike o Clondique es una región del territorio del Yukón en el noroeste de Canadá, y al este de la frontera con Alaska. Se halla en torno al río Klondike, una pequeña corriente fluvial que ingresa en el río Yukón por su extremo oriental en Dawson City.
Klondike es famoso por ser el escenario de la fiebre del oro de Klondike, que comenzó en 1896 y culminó al año siguiente. Cantidades de oro fueron obtenidas de forma continua en el área excepto por una interrupción entre las décadas de 1960 y 1970.